# میرنی (شهرستان مایکوپسکی، آدیغیه)
میرنی (به لاتین: Mirny) یک منطقهٔ مسکونی در روسیه است که در آدیغیه واقع شده‌است.